# Kathedrale von Savona

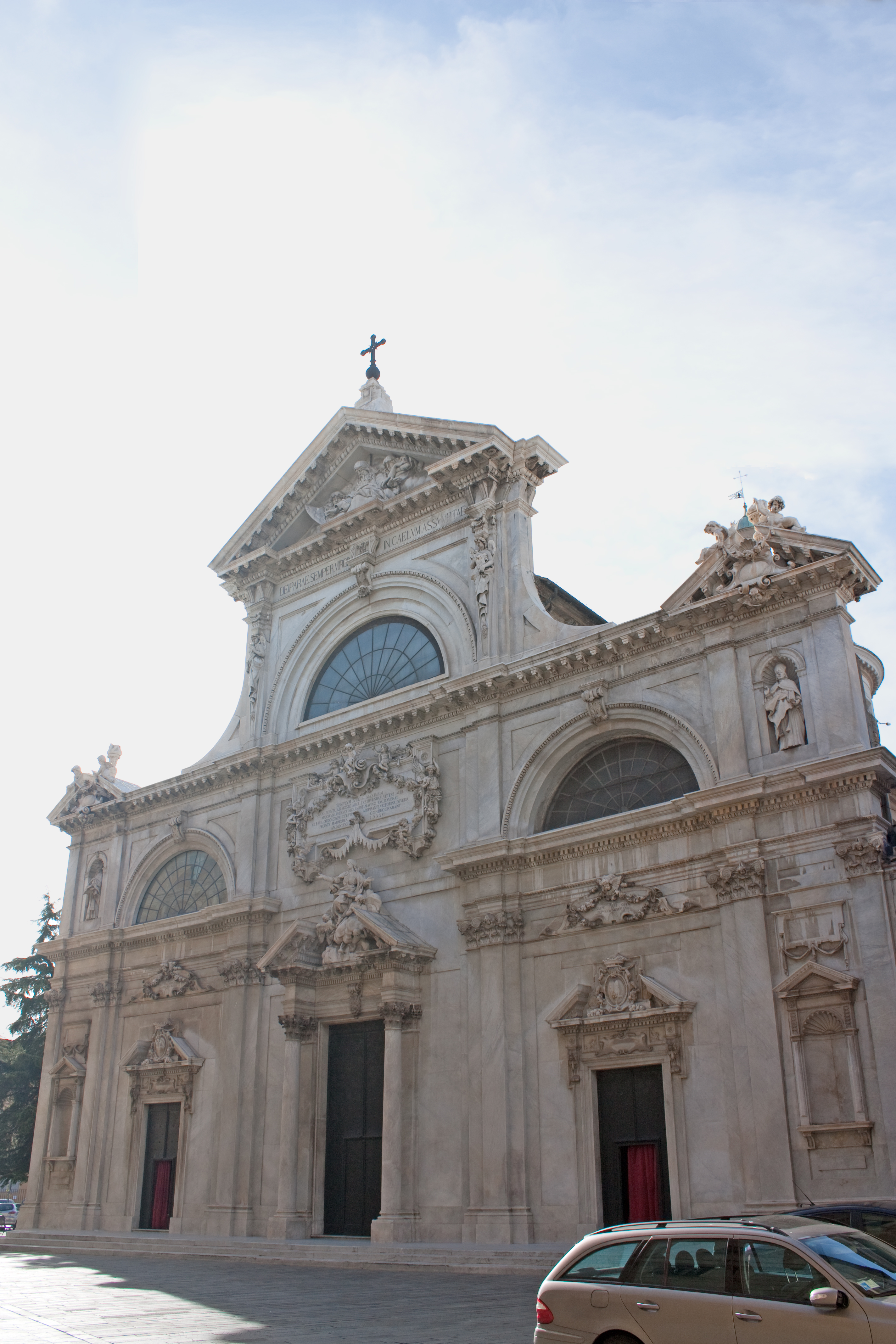
Kathedrale von Savona

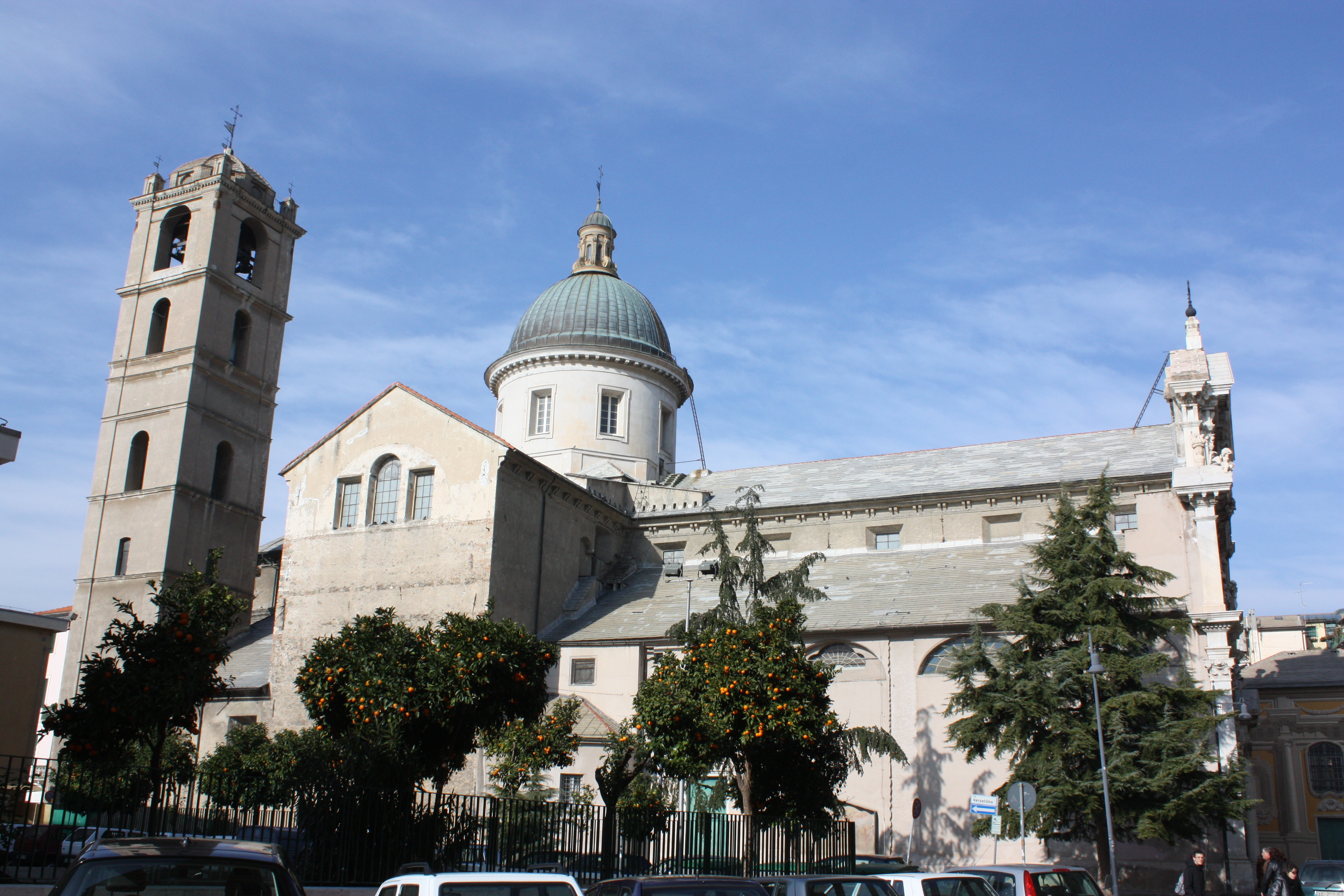
Seitenansicht

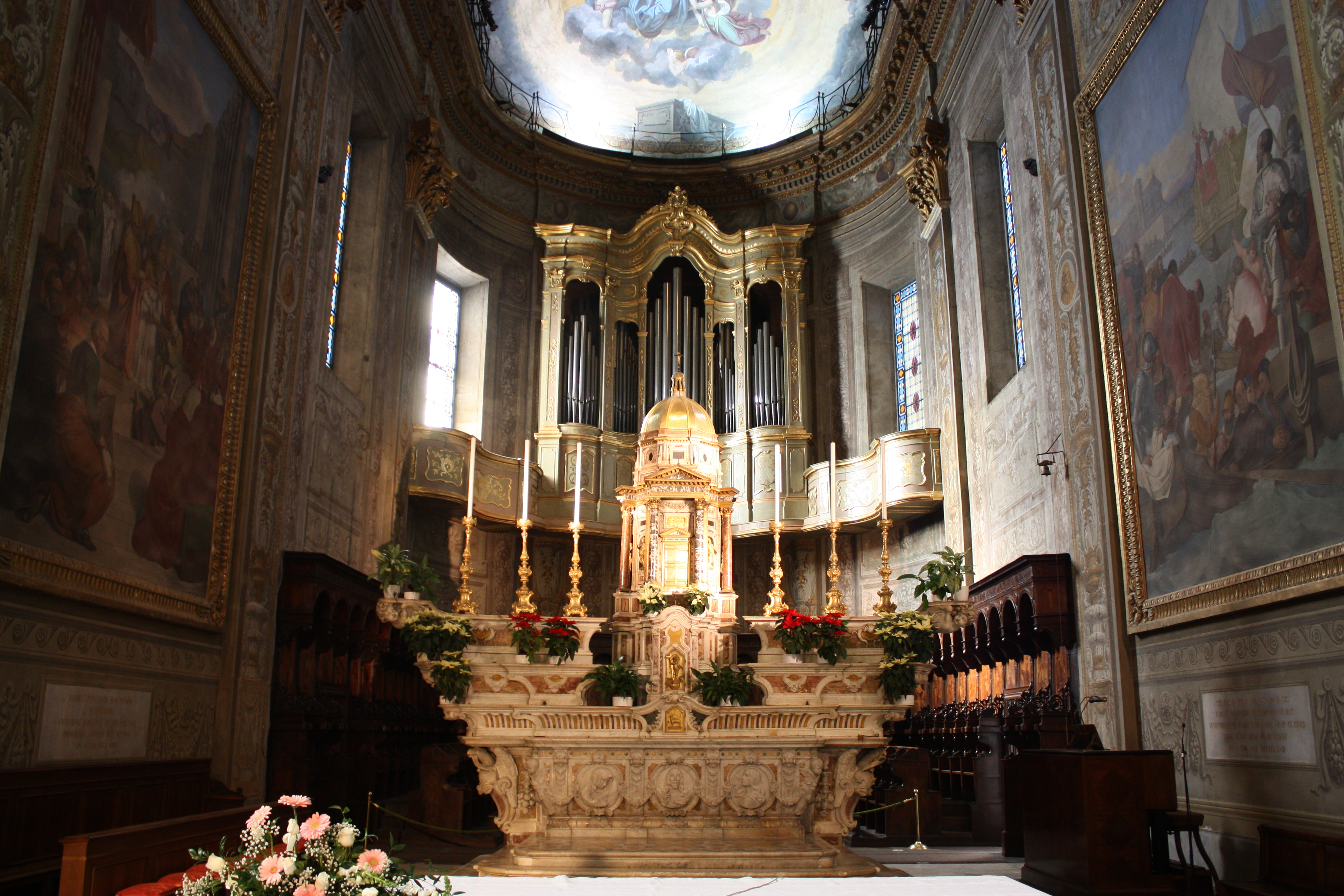
Hauptaltar

Die Kathedrale von Savona oder die Kathedrale Mariä Himmelfahrt (italienisch Cattedrale di Santa Maria Assunta) ist eine Kirche in Savona im italienischen Ligurien. Die Kathedrale des Bistums Savona-Noli hat den Rang einer Basilica minor. Die barocke Kirche vom Anfang des 17. Jahrhunderts liegt im Herzen der Altstadt.

## Geschichte
1528 hatte sich Savona den genuesischen Truppen ergeben, die die Stadt erobert und den ältesten Teil der Stadt auf dem Priamar-Hügel besetzt hatten. In den folgenden Jahren errichteten die Genuesen an dieser Stelle eine imposante Festung, wobei sie systematisch alle alten Gebäude abreißen ließen, die Kathedrale aus dem 9. Jahrhundert wurde zunächst entweiht und eingegliedert und schließlich 1595 abgerissen, wesentliche Teile der Ausstattung konnten gerettet werden. Nachdem Papst Paul IV. 1559 die Klosterkirche San Francesco zur Kathedrale erhoben hatte, begann 1589 an deren Stelle der Bau des heutigen Gebäudes und wurde 1605 fertiggestellt. Der Kreuzgang des alten Klosters ist auf der linken Seite der heutigen Kathedrale erhalten. Im Juni 1816 wurde sie in den Rang einer Basilica minor erhoben.

## Architektur
Die Kathedrale wurde ursprünglich 1529 von Architekt Pace Antonio Sormano aus Claino con Osteno entworfen. Die dreischiffige Basilika ist 61 Meter lang, 39 Meter breit und hat den Grundriss eines lateinischen Kreuzes. Die Gewölbe des Mittelschiffs und des Querschiffs sind als Tonnengewölbe, die der Seitenschiffe als Kreuzgewölbe ausgeführt. Der Glockenturm wurde 1613 auf der rechten Seite vollendet. Das Portal stammt aus dem Jahr 1776, mit einer Gruppe der Himmelfahrt des Abtes Giovanni Antonio Cybei, die später in die zwischen 1881 und 1886 geschaffene, neobarocke Fassade von Guglielmo Calderini eingebaut wurde. Als letzte Baumaßnahme wurde die Laterne 1929 erhöht.

## Ausstattung
Auf der Innenseite des Eingangs zeigt ein Fresko von Coghetti Jesus, der die Händler aus dem Tempel vertreibt, Coghett schuf auch die Fresken des Gewölbes, des Chors und der Kuppel. Vom Haupteingang befinden sich rechts ein Marmorkruzifix aus dem 15. Jahrhundert und links ein Taufbecken, die beide aus einer byzantinischen Hauptstadt aus dem 6. Jahrhundert stammen und in der alten Kathedrale von Savona standen. Vor dem Kruzifix ist ein imposanter Renaissance-Stuhl zu sehen, ein Geschenk von Julius II. an die frühere Franziskanerkirche.
Das rechte Seitenschiff umfasst mehrere Kapellen: In der ersten befindet sich die Erscheinung der Jungfrau Maria in Savona del Ratti, in der zweiten das Heilige Herz von Paolo Gerolamo Brusco, in der dritten die Madonna mit Kind und Engeln, der Traum des Jakob von dem römischen Maler Giovanni Baglione und Abraham mit den Engeln von Giovanni Lanfranco aus Parma. Unten befindet sich die Tür zum Kreuzgang, über der eine vergoldete hölzerne Empore steht, von der aus Pius VII. die Gottesdienste während der von Napoleon verhängten Gefangenschaft in Savona (1809–1812) verfolgte. In der vierten Kapelle befindet sich das Denkmal für Bischof Righetti di Renata Cuneo. In der Querschiffskapelle dominiert der den Toten gewidmete Altar aus dem 17. Jahrhundert, während in der Kapelle rechts vom Chor ein Altarbild aus dem 16. Jahrhundert und einige Grabdenkmäler von Prälaten zu sehen sind.
Der Hochaltar stammt aus dem Jahr 1765, überragt von einem achteckigen Ziborium von Orazio Grassi. An den Wänden befinden sich zwei große Gemälde von Coghetti, die Papst Julius II. beim Baubeginn des Petersdoms und Papst Sixtus IV. beim Segnen der Flotte gegen die Türken darstellen. Von besonderer Bedeutung ist das zwischen 1500 und 1521 geschnitzte, mit Intarsien versehene Chorgestühl. Die Kanzel der alten Kathedrale stammt aus der ersten Hälfte des 16. Jahrhunderts und hat eine sechseckige Form.
Im linken Seitenschiff befinden sich in der ersten Kapelle ein Altarbild aus dem 17. Jahrhundert mit der Darstellung des Heiligen Franz von Paola und Fresken von Brusco. In der zweiten Kapelle befindet sich ein Altarbild der Anbetung der Heiligen Drei Könige von dem Genueser Bernardo Castello und in der dritten Kapelle das Martyrium der hl. Ursula von einem anderen Künstler aus Genua, Giovanni Battista Paggi. Die Seitentür wird vom Tympanon aus dem 14. Jahrhundert der alten Kathedrale überragt. Die vierte Kapelle zeigt ein mittelalterliches Fresko der Madonna della Colonna, das 1601 von einer Säule der alten Kirche San Francesco, die abgerissen wurde, abgelöst wurde. In der Querschiffskapelle schließlich steht der Barockaltar (1663) der Muttergottes der Barmherzigkeit und in der Kapelle links vom Chor der Altar des Martyriums des hl. Stephanus und die Urne mit dem Skelett des seligen Ottaviano, Bischof von Savona von 1117 bis 1128, der die Erscheinung Mariens vorhersagte.
Die Kathedrale bewahrt einige Reliquien des hl. Valentin, des Schutzpatrons der Liebenden, auf.

## Orgel
In der Chorapsis wurde hinter dem Hochaltar und über dem hölzernen Chorgestühl 1935 die Mascioni-Orgel opus 476 installiert. Das Instrument, das im Gehäuse des vorherigen Instruments aus dem 18. Jahrhundert untergebracht ist, wird elektrisch angesteuert und verfügt über drei Manuale und ein konkav-radiales Pedal.